# 空軍士官学校 (イタリア)

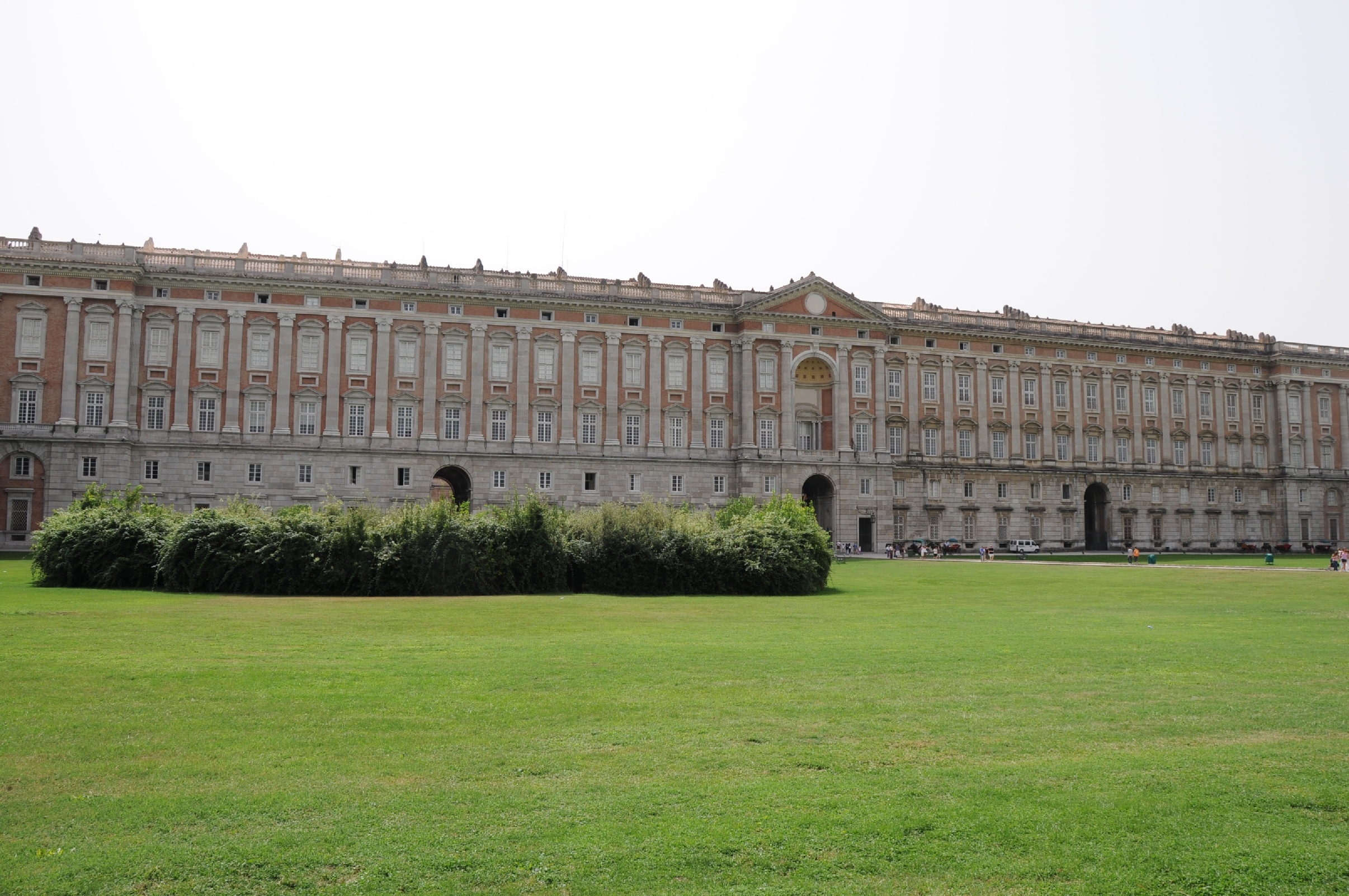
カゼルタ宮殿。1926年から1943年まではアカデミア第二美術館。1926年以前はリヴォルノ海軍兵学校として授業が行われていた

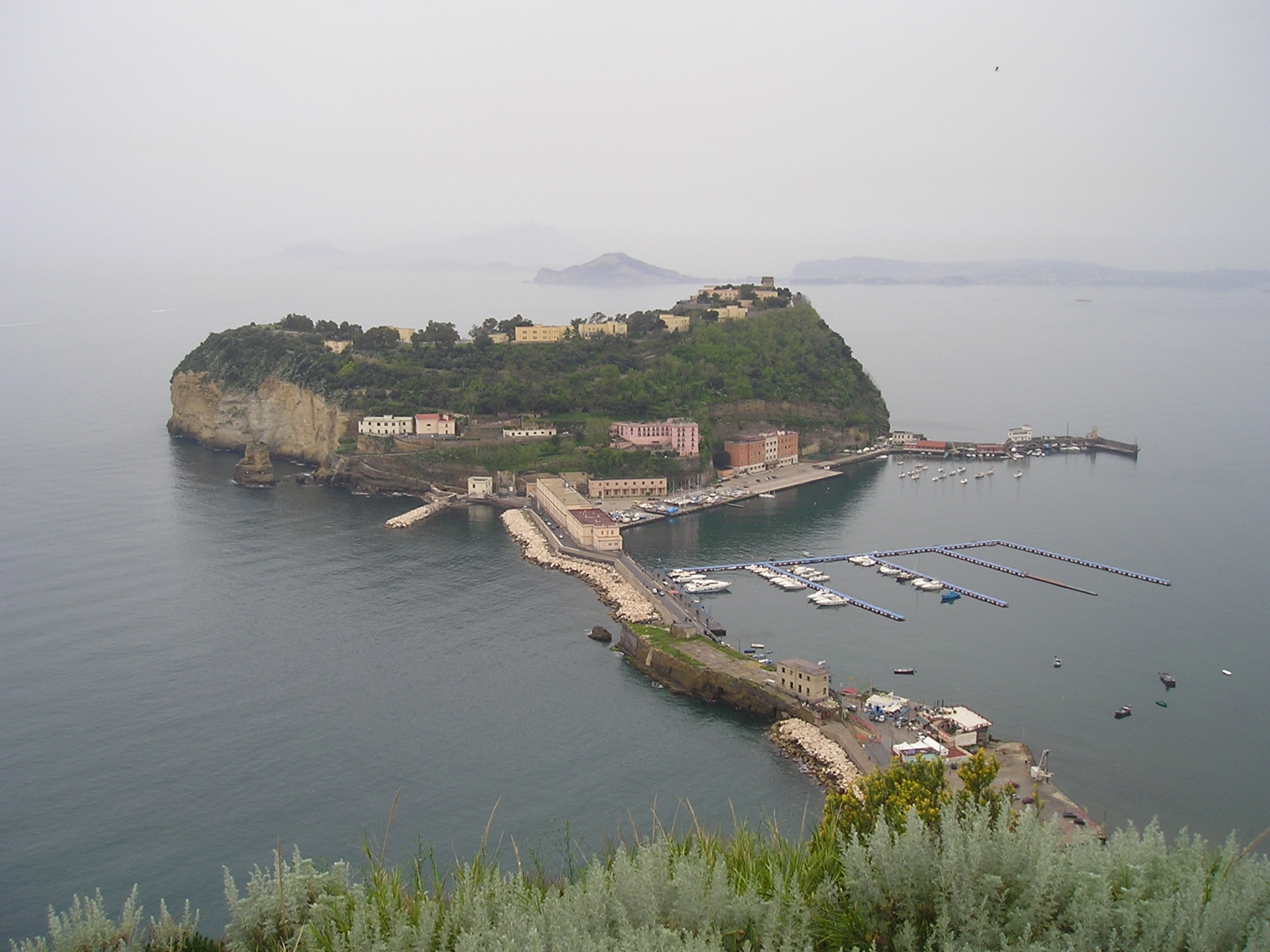
ニシダ島。1945年から1962年まで士官学校

空軍士官学校（くうぐんしかんがっこう、Accademia Aeronautica〈アカデミア・アエロナウティカ〉）は、イタリアの空軍士官学校。所在地はカンパニア州ナポリ県ポッツオーリ。
1923年設立。世界最古の航空大学の一つ。
学術教育では近隣のナポリ大学と連携している。入学資格は、17歳から22歳までの中等教育を終えたイタリア国民であれば、誰でも入学試験を受けることができる。選考は2月から9月にかけて行われ、試験、健康診断、筆記試験、口頭試験などが行われる。